# Эльван, Лютфи
Лютфи Эльван (тур. Lütfi Elvan, 12 марта 1962) — турецкий горный инженер и политик.

## Биография
Родился 12 марта 1962 года в городе Эрменеке ила Караман. В 1983 году окончил Стамбульский технический университет. В 1986 году получил степень магистра в Лидском университете. В 1995 году получил степень магистра экономику в Делавэрском университете.
В 1987 году начал работать в Etibank. В 1989—1996 годах работал в государственной организации планирования.
Вступил в партию Справедливости и развития и в 2007 году был избран членом Великого национального собрания.
26 декабря 2013 года был назначен министром транспорта.

## Личная жизнь
Женат, двое детей.